# José Altuve
José Carlos Altuve (* 6. května 1990 Puerto Cabello) je venezuelský baseballista, který hraje od roku 2011 Major League Baseball za klub Houston Astros na pozici vnitřního polaře. Je pravák, s výškou 168 cm je nejmenším aktivním hráčem MLB. V roce 2017 vyhrál s Houstonem Světovou sérii a byl vyhlášen nejužitečnějším hráčem ligy, šestkrát byl nominován k zápasu all-stars, čtyřikrát získal cenu Silver Slugger. Časopis Sports Illustrated ho zvolil sportovcem roku 2017.